# Stazione di Lubiana Šiška
La stazione di Lubiana Šiška (in sloveno Železniška postaja Ljubljana Šiška) è una stazione ferroviaria posta sulla linea ferroviaria Lubiana-Jesenice. Serve il comune di Lubiana e in particolare il distretto di Šiška.